# Pseudochrysogorgia bellona
Pseudochrysogorgia bellona is een zachte koraalsoort uit de familie Chrysogorgiidae. De wetenschappelijke naam van de soort werd voor het eerst geldig gepubliceerd in 2010 door Pante en France.